# Apeadeiro de Âncora-Praia
O apeadeiro de Âncora-Praia, originalmente conhecido como de Gontinhães, é uma infraestrutura da Linha do Minho, que serve a localidade de Âncora, no concelho de Caminha, em Portugal.

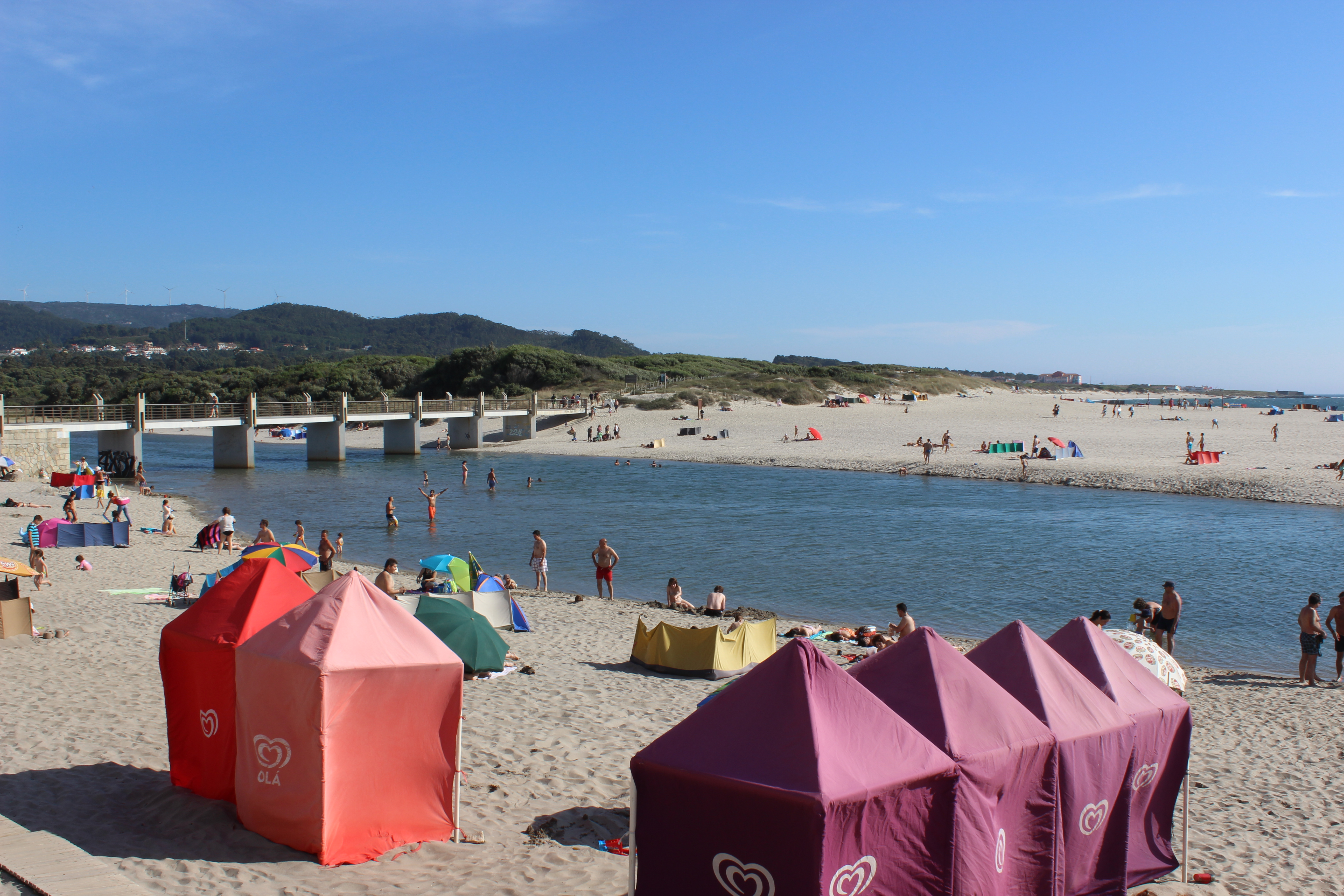
Foz do Rio Âncora e respetiva praia, vistas do apeadeiro de Âncora-Praia.

## Descrição

### Localização e acessos
Esta interface situa-se dentro do aglomerado populacional, a curta distância da central de camionagem local.

### Infraestrutura
Como apeadeiro em linha em via única, esta interface tem uma só plataforma, que tem 80 m de comprimento e 685 mm de altura. O edifício de passageiros situa-se do lado nordeste da via (lado direito do sentido ascendente, a Monção).

### Serviços
Em dados de 2023, esta interface é servida por comboios de passageiros da C.P., com onze circulações diárias em cada sentido — regionais (entre Valença e Nine, Viana do Castelo, ou Porto - São Bento: 5×2 circulações), inter-regionais (entre Valença e Porto-Campanhã, Porto - São Bento, ou Figueira da Foz: 5×2 circulações), e inter-cidades (entre Valença e Coimbra-B: 1×2 circulações).

## História

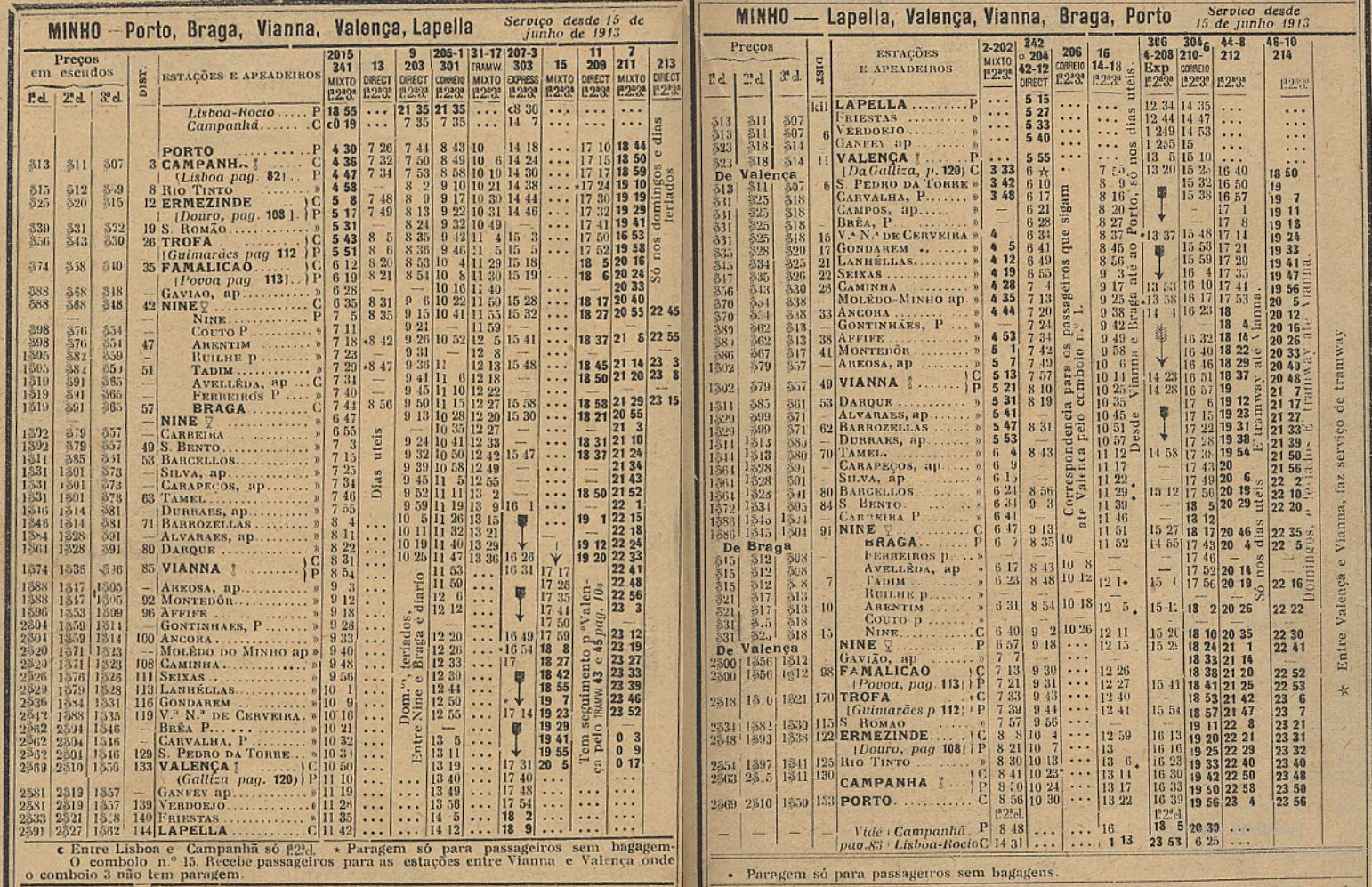
Horário de 1913, onde esta gare aparece com a categoria de paragem, e o nome Gontinhães.

Esta interface encontra-se no troço entre Darque e Caminha da Linha do Minho, que entrou ao serviço em 1 de Julho de 1878.
Nos horários de Junho de 1913, esta interface denominava-se Gontinhães, e possuía a categoria de paragem. Em 11 de Outubro de 1955, o Ministério das Comunicações autorizou a expropriação de duas parcelas de terreno junto à via férrea, para a ampliação desta interface, então já com a categoria de apeadeiro. Em 16 de Dezembro desse ano, a Gazeta dos Caminhos de Ferro noticiou que já se tinha iniciado a construção do novo apeadeiro, prevendo-se que a gare teria cerca de 150 m de comprimento.

Em 2021, após obras de reparação e eletrificação, começaram a circular neste troço (Viana-Valença) comboios elétricos.